# اسطوره‌های مورتال کامبت: ساب-زیرو
اسطوره‌های مورتال کامبت: ساب-زیرو (به انگلیسی: Mortal Kombat Mythologies: Sub-Zero) یک بازی ویدئویی به سبک اکشن-ماجراجویی از زیر مجموعه‌های بازی مبارزه‌ای مورتال کامبت است که برای بسط، گسترش و توضیح بیشتر داستان بازی ساخته شده و از حالت مبارزه‌ای به حالت نقش آفرینی بیشتر تمایل پیدا کرده. این بازی در سال ۱۹۹۷ برای کنسول‌های پلی‌استیشن و نینتندو ۶۴ منتشر شد. داستان بازی بر روی جنگجویی به نام ساب-زیرو متمرکز است.